# Luke Schaub
Pour les personnes de même nom de famille, voir Schaub.
Sir Luke (Lucas) Schaub, né à Bâle le 1er mai 1690 et mort à Londres le 27 février 1758, est un diplomate anglais d’origine suisse. Il épousa une divorcée protestante de Nîmes à la réputation fort galante, dont il eut deux filles, Amelia Henrietta Brereton et Frederica Augusta Lock.

## Biographie
Lucas Schaub reçut une excellente éducation à Bâle, son père, notaire impérial, jouissant d'une certaine fortune. En 1706, il obtint le grade de maître es arts en démontrant dans un discours que la gourmandise tuait plus d'hommes que la guerre. Il se rendit ensuite à Saint-Aubin dans le canton de Neuchâtel pour y apprendre la langue française, puis, après des études de droit, obtint finalement sa licence le 8 mai 1711. Il fut remarqué très tôt par Abraham Stanian, ambassadeur d’Angleterre en Suisse. Ce dernier lui confia diverses missions et finit, lors de la mort de la reine Anne, par présenter son jeune secrétaire au nouveau roi d'Angleterre, comme un homme de mérite pouvant être utilement employé. Aussi, lord Corbham, ambassadeur d'Angleterre à Vienne, n'hésita-t-il pas à emmener Schaub avec lui. 
En 1715, il fut nommé ambassadeur à Vienne. Il participa ainsi aux négociations de la Triple-Alliance qui vit le rapprochement avec la France, puis à celles de la Quadruple-Alliance (1718). En août 1718 il accompagna le comte de Chesterfield à Madrid et, pendant près d'une année, y demeura en tant qu'agent anglais. Il fut envoyé ensuite à Hanovre pour maintenir de bonnes relations entre les deux cours puis à Paris. Une fois établi, il fréquenta assidûment le salon de Mme de Tencin, qu’il appelait « ma femme » et, par là, se rapprocha du cardinal Dubois à qui il fit parvenir une pension de quarante mille livres sterling du gouvernement anglais.
En récompense de ses services, le roi d’Angleterre le fit chevalier en octobre 1720. L’année suivante, comme Schaub était très hostile à Townshend et Walpole, Lord Carteret le nomma ambassadeur à Paris en remplacement de Sutton. Il occupa le poste jusqu’en 1724, pendant lequel il réussit à obtenir du cardinal Dubois l'exil du favori du Régent sur lequel il avait une grande influence, le comte de Nocé, défavorable à l'Angleterre. On lui confia finalement l'ambassade de Pologne.
Pendant toutes ces années, Schaub, court de taille et décrit à l'époque comme quelqu'un de très vaniteux attiré par le luxe, fut un collectionneur de tableaux de premier plan.
De 1736 à 1737, on le retrouve en Suisse où il fit office de médiateur entre la France et la Suisse à propos du litige au sujet de la pêche du saumon dans le Rhin.
Vers 1750, Schaub, sans avertir l'Angleterre du détail du marché, fait recruter illégalement des soldats suisses pour former cinq régiments de l'East India Company, à qui il promet que celle-ci « leur accorderait les privilèges habituels de la capitulation, le droit de porter leurs propres uniformes, d'aller à la bataille avec leurs propres musique et tambours, le droit de n'être jugés que par leurs seuls officiers ». L'Angleterre, qui n'a pas pour habitude de faire des différences dans le traitement de ses soldats aux origines fort diverses, refuse dans un premier temps puis finit par céder, en raison de la grande bravoure des Suisses. Les autorités du Valais et d'Argovie, quant à elles, protestèrent et obligèrent le Conseil de Bâle à citer Schaub à comparaître et à lui infliger une forte amende. En vain, bien sûr, car l'opinion des cantons face à l'aventure indienne ne pesait guère dans la balance pour un personnage de son envergure.
Le duc de Saint-Simon, dans ses Mémoires, le juge, « drôle, si intrigant, si rusé, si délié, si anglais, si autrichien, si ennemi de la France, si confident du ministère de Londres […], un insigne fripon, un audacieux menteur, plein d’esprit, d’adresse, de souplesses, singulièrement faux et hardi à controuver tout ce qui lui faisait besoin, et de génie ennemi de la France. »

## Iconographie
Son portrait, très spirituel, fut peint par Hyacinthe Rigaud en 1722 contre 500 livres.